# Fragile (álbum de Dead or Alive)
Fragile es el séptimo y último álbum de estudio publicado por la banda británica Dead or Alive en 2000. Al igual que su álbum Fan the Flame (Part 1), este álbum sólo ha sido publicado en Japón. El álbum contiene un total de trece canciones incluyendo material nuevo, así como regrabaciones y remezclas de éxitos pasados. Un año después Dead or Alive lanzan Unbreakable, un disco de remezclas que contiene más versiones de las canciones de Fragile.
Su primer y único sencillo del álbum, «Hit and Run Lover», fue un éxito instantáneo en Japón. Está considerado el último éxito importante de Dead or Alive en Japón, ya que alcanzó la segunda posición en la Japanese Oricon Chart.

## Título del álbum
"Porque durante las primeras semanas, eso es lo que sentí. Porque de repente... me preparaba para ir al estudio, y me dormía en el sofá, como un narcoléptico. Llegaba al estudio, y programábamos cosas. Y luego me dormía y me despertaban a las 11 en punto de la noche para irme a casa. Y pensé «¿Este estrés es inducido, o es verdadero cansancio?» Y era cansancio. Y gradualmente mientras hacía ciertas cosas, los niveles de energía crecían crecían y crecían. No hasta el punto de la histeria. Hasta unos niveles de energía muy racionales. El trabajo empezaba en horas determinadas y acababa en horas determinadas.
Y esa es la razón por la que el álbum se titula Fragile. También, porque debido a motivos legales, tener que re-grabar desde cero seis de nuestros antiguos éxitos, lo que es una estrategia de marketing perfectamente factible para un nuevo sello discográfico... tener que re-grabar aquellas seis pistas, no como Grandes Éxitos, como nuevas canciones. Porque la maldita canción me pertenece. La discográfica piensa que les pertenece a ellos, pero eso es moralmente incorrecto. La canción no es suya.
Así que tuvimos que re-grabarlas de cero. Y aquel fue un proceso frágil. Porque hay un número limitado de veces que puedo soportar la idea de tratar de añadir algo a «Something in My House» or «Lover Come Back» o «Spin Me Round». En realidad no puedo añadir nada más.
Y uno de los retos más grandes que tuvimos fue la auto-versión de encargo de «Brand New Lover». Y escuché «Brand New Lover» de doce pulgadas tres veces, y le dije a Steve, «De ninguna manera vamos a poder mejorar esto. Simplemente déjalo estar. No puedo seguir con el álbum, no se puede mejorar.» Porque considero que ese es uno de nuestros mejores trabajos, ya sabes."
— Pete Burns

## Lista de canciones
CD Original 2000

| N.º | Título                                 | Escritor(es) | Duración |  |
| 1.  | «Hit and Run Lover»                    |              | 4:42     |  |
| 2.  | «Turn Around & Count 2 Ten»            |              | 5:17     |  |
| 3.  | «Something in My House»                |              | 4:01     |  |
| 4.  | «Even Better Than the Real Thing 2000» |              | 3:07     |  |
| 5.  | «I Paralyze»                           |              | 5:55     |  |
| 6.  | «Isn't It a Pity?»                     |              | 4:45     |  |
| 7.  | «You Spin Me Round (Like a Record)»    |              | 6:02     |  |
| 8.  | «Just What I Always Wanted»            |              | 5:16     |  |
| 9.  | «My Heart Goes Bang»                   |              | 5:05     |  |
| 10. | «Lover Come Back to Me»                |              | 5:36     |  |
| 11. | «I Promised Myself»                    |              | 4:32     |  |
| 12. | «Blue Christmas 2000»                  |              | 3:39     |  |
| 13. | «Hit and Run Lover (Bonus Hit Remix)»  |              | 4:41     |  |

- Datos: Q3749211